# Liparis dubius
Liparis dubius és una espècie de peix pertanyent a la família dels lipàrids.

## Hàbitat
És un peix marí, demersal i de clima temperat que viu fins als 60 m de fondària.

## Distribució geogràfica
Es troba als mars del Japó i d'Okhotsk.

## Observacions
És inofensiu per als humans.